# إيرل سبنسر
إيرل سبنسر (بالإنجليزية: Earle Spencer)‏ هو موزع أمريكي، ولد في 1926.